# جيك دبليو. ليندسي
جيك دبليو. ليندسي (بالإنجليزية: Jake W. Lindsey)‏ هو عسكري أمريكي، ولد في 1 مايو 1921، وتوفي في 18 يوليو 1988.